# Tacit
 Ovo je glavno značenje pojma Tacit. Za druga značenja pogledajte Tacit (razdvojba).
Publije (ili Gaj) Kornelije Tacit (Publius Kornelius Tacitus) (oko 56. – oko 117.) jedan je od najvažnijih povjesničara starog Rima. 

## Život
O Tacitu (ime se u njegovo doba izgovaralo „Takitus“ i znači doslovno „Šutljivi“) postoje samo rijetka svjedočanstva od njega samoga ili njegovih suvremenika, prije svega Plinija Mlađeg. Potjecao je iz viteškog staleža; njegov otac bio je prokurator u provinciji Gallia Belgica. Njegova obitelj vjerojatno je potjecala iz jedne od rimskih provincija, možda iz Cisalpinske Galije ili Narbonske Galije. Tacit se pripremao za državnu službu, sam navodi da su mu učitelji bili M. Aper i Julije Sekund. Karijeru je počeo kao govornik na sudu (danas bismo rekli odvjetnik), godine 77. oženio je kćer konzula Agricole. U doba cara Vespazijana postao je senatorom, godine 88. bio je pretor. U doba cara Trajana (98. – 117.) radio je na svojim djelima, između112. i 116. bio je prokonzul provincije Azije (na području današnje Turske). Točan datum njegove smrti nije poznat, umro je oko godine 117.

## Djela
Tacit je bio jedan od najznačajnijih govornika svoga vremena; svoje govore držao je u stilu i po uzoru na najvećega rimskog govornika Marka Tulija Cicerona. U doba cara Trajana počeo je pisati svoja djela na kojima je radio do kraja života. Pisao ih je iz perspektive jednoga senatora o razdoblju rimske povijesti od Tiberija do Domicijana iskazujući pritom simpatije za republikansko uređenje koje je nekad bilo u Rimu. Njegove oštre i jezično briljantne analize znatno su pridonijele oblikovanju današnje slike o Rimskom Carstvu u 1. stoljeću poslije Krista. Tacit je na temelju odabranih odlomaka iz rimske povijesti kritizirao tadašnje društvene odnose u Rimu, dekadenciju i moralnu pokvarenost. Subtilnom koloracijom svojih djela htio je da čitatelj stekne točno određenu sliku. Tacit je doduše rekao da se pri pisanju svojih djela drži maksime sine ira et studio (hrv. „bez srdžbe i pristranosti“), dakle objektivnoga načina pisanja, ali toga se često nije držao, karakterizirajući primjerice cara Tiberija. 
Tacitova djela:
- Agricola (De vita Iulii Agricolae) – biografija vojskovođe Gneja Julija Agricole, čijom se kćerkom oženio, pritom opisuje i Britaniju.
- Germania  (De origine et situ Germanorum) – zemljopis i kultura Germana, Tacit ističe jednostavan život Germana nasuprot rimskoj korupciji i dekadenciji.
- Dialogus de oratoribus – o propadanju govorništva.
- Povijesti  (Historiae) – rimska povijest od Galbe (69.)  do Domicijana (96.). (samo djelomično sačuvana).
- Anali (Annales odn. ab excessu divi Augusti) – rimska povijest od smrti cara Augusta (14.) do Nerona (68.) (sačuvana je otprilike polovica)

### Tacit o Isusu Kristu i prvim kršćanima
Tacit je jedan od izvanbibiblijskih izvora koji spominje Isusa i kršćane. U Analima (15, 44) piše o požaru u Rimu godine 64. poslije Krista i pokušaju cara Nerona da krivnju za to prebaci na kršćane. O tome odakle kršćanima ime piše: „To ime potječe od Krista, koga je pod Tiberijem pogubio prokurator Poncije Pilat“.

### Ocjena Tacitovih djela
Nesumnjivo je da su Tacitova djela obilježena impozantnim stilom te da su rimsku analističko-historiografsku tradiciju doveli do njihova vrhunca. Ali, njegova djela moraju se čitati veoma kritički. Tacit je tako često pisao na osnovi dvorskih ogovaranja (Anali, 4,53) te karakterizirao ličnosti, prvenstveno careve crnobijelom tehnikom. Mnoge događaje ne spominje, a druge tako tumači kako bi time dokazao svoje teze. I zato se ne može reći da se baš držao maksime sine ira et studio.

## Vanjske poveznice
- Tacitova djela na latinskom
- Tacitova djela u engleskom prijevodu
- Germania, latinski i njemački  Arhivirana inačica izvorne stranice od 26. lipnja 2017. (Wayback Machine)
- Još neke korisne stranice o Tacitu i njegovim djelima